# أولاد عبدون الغربيين (أولاد عبدون)
أولاد عبدون الغربيين هي إحدى مشيخات المملكة المغربية، تتبع جغرافيا لإقليم خريبكة وإداريًا لأولاد عبدون. يقدر عدد سكانها بـ 7247 نسمة حسب الإحصاء الرسمي للسكان والسكنى لسنة 2004.